# Heike Henkel
Heike Henkel (nascida Redetzky; Quiel, 5 de maio de 1964) é uma ex-atleta alemã, campeã olímpica e mundial do salto em altura.
Heike foi campeã nacional alemã pela primeira vez em 1984. Naquele mesmo ano, nos Jogos Olímpicos de Los Angeles, entretanto, conseguiu apenas a 11ª colocação. Com outra participação apenas mediana em Seul 1988, ela conseguiu pela primeira vez passar a altura de 2,00 m em 1989 num torneio em Colônia, quinta melhor marca daquele ano.
Em 1990, foi campeã européia em pista coberta e conseguiu seu maior título até então, vencendo a prova no Campeonato Europeu de Atletismo. Em 1991, com um salto de 2,05 m, seu recorde pessoal ao ar livre, conquistou a medalha de ouro do Campeonato Mundial de Atletismo em Osaka, no Japão.

## Campeã olímpica
Pouco antes dos Jogos de Barcelona, em fevereiro de 1992, Heike conseguiu a melhor marca pessoal, saltando 2,07 m num torneio indoor em Karlsruhe, na Alemanha, recorde mundial desta prova em pista coberta. Sua maior conquista viria logo depois, em Barcelona. Numa prova épica, Henkel e a búlgara Stefka Kostadinova, sua grande adversária e co-favorita ao ouro, num duelo esperado por todos, não conseguiam passar 1,97 m após a segunda de três tentativas e se viam a ponto de serem eliminadas. Kostadinova falhou na última tentativa mas Heike conseguiu saltar a marca, mas isto lhe colocava apenas em terceiro lugar geral, pois a surpreendente romena Alina Astafei, que havia saltado a marca de primeira tentativa, também saltou 2,00 m de primeira. Sem chances do vencer naquela situação, ela passou a marca para 2,02 m e saltou de primeira, deixando a romena em segundo, ganhando a medalha de ouro e sagrando-se campeã olímpica.
Depois de resultados modestos entre 1992 e 1996, contusões forçaram Heike a encerrar a carreira naquele ano, antes mesmo dos Jogos Olímpicos de Atlanta.